# Grottes de San José
Les grottes de San José sont un site archéologique situé dans la commune de La Vall d'Uixó (comarque de Plana Baixa), dans la province de Castellón en Espagne,. 
Ce sont des galeries naturelles karstiques qui se sont formées pendant le Trias moyen, il y a près de 250 millions d'années. Elles présentent une remontée d'eau active développée dans le calcaire, mais malgré de multiples visites de spéléologues, l'origine de la rivière ou la fin de la grotte sont encore inconnues. La température reste constante à 20 degré Celsius à l'intérieur de la grotte tout au long de l'année, et avec sa longueur actuelle de 2 750 m, elle représente la plus longue cavité de la province de Castellón et la 2ème de la Communauté valencienne. C'est le plus long fleuve souterrain navigable d'Europe. 
Elle a été déclarée depuis 2000 comme Bien d'intérêt culturel.

## Historique
La cavité est connue depuis le Paléolithique supérieur , c'est-à-dire il y a environ 17 000 ans, comme en témoignent les sites archéologiques découverts à l'entrée, à côté des peintures rupestres de la période magdalénienne. La proximité du village ibéro-romain de San José nous indique également qu'à l'époque ibérique, la grotte était déjà connue et explorée. De plus, une pierre tombale de l'époque romaine dédiée à Caius Gnaeus Crassus, fils du consul romain Marcus Licinius Crassus, a été trouvée.

## Exploration
Il existe des références du XIXe siècle relatant la coutume des voisins de se rassembler autour de la fontaine de la zone (La Font de San Josep), en raison de la Festa de les Flors, où il était courant que les plus audacieux entrent dans la grotte. Cependant, ce n'est qu'en 1902 que fut réalisée la première exploration connue, atteignant la Boca del Forn (un passage étroit qui, à travers le petit espace laissé par les eaux à cette époque, marquait la limite de la partie accessible de la grotte). 

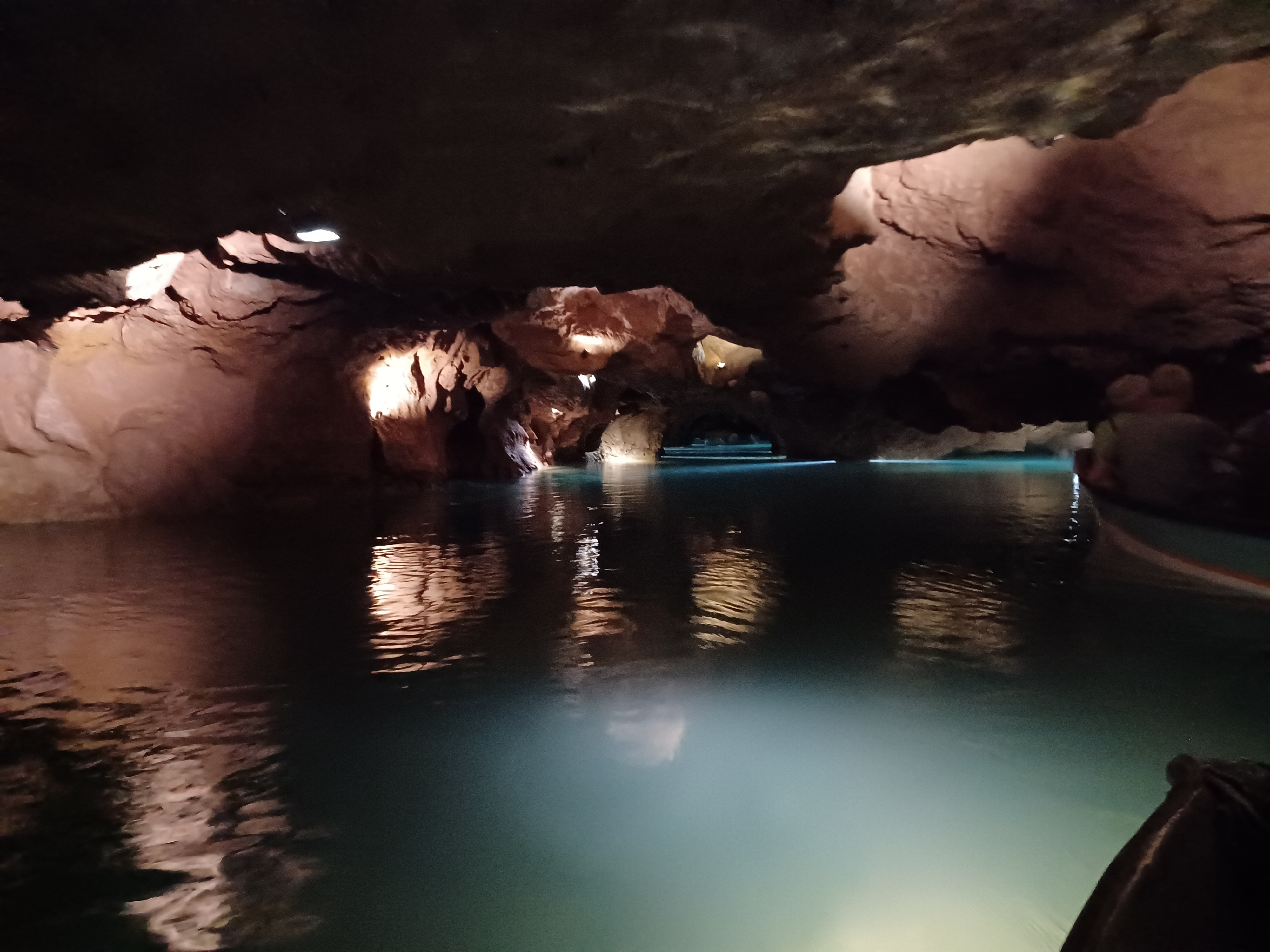
Lac de Diane.

Au cours des années suivantes, l'intérêt pour la connaissance détaillée de la grotte grandit et en 1915 l'historien Carlos Sarthou Carreres (es) entreprit une exploration partielle. En 1926, un groupe d'habitants traversa la Boca del Forn et atteignit le Llac Diana, trouvant la Galerie des Siphons (Galeria dels Sifons) comme un obstacle insurmontable. En 1929, Herminio Arroyas Martínez, un habitant local, mourut alors qu'il tentait de vaincre la Galerie des Siphons. Au cours de ces années, les premières tentatives pour aménager la grotte pour faciliter les visites ont commencé par l'installation de passerelles, et de 1936 à 1950, ont commencé les travaux d'urbanisation, avec le dragage et la construction d'un barrage, de sorte qu'en 1950, La Boca de Forn n'est plus la limite du parcours, et grâce à des forages, il est élargi pour permettre le passage des bateaux.
La première exploration réalisée par un groupe de spéléologues a été réalisée en 1954 par le Centre d'Excursion de Valence, et en 1958 ledit groupe a préparé le premier plan topographique de la grotte. En 1960, la continuité de la grotte s'est confirmée lorsque Joaquín Saludes, du Centre de Recherches et d'Activités Sous-Marines de Valence, a dépassé la Galerie des Siphons. 
Des dynamitages ont permis d'ouvrir ce passage en 1961, révélant l'Étang Bleu (Estanque Azul) et le reste des galeries qui composent le parcours actuel, découvrant également la Galerie Sèche (Galeria Seca). 
Dans les années suivantes (de 1971 à 1975), diverses expéditions de spéléologues de Castellón et de plongeurs de Barcelone finiront par découvrir de nouvelles galeries et siphons, après avoir atteint l'extrémité connue de la cavité, atteignant 2 348 m de longueur.

## Salles de la rivière souterraine

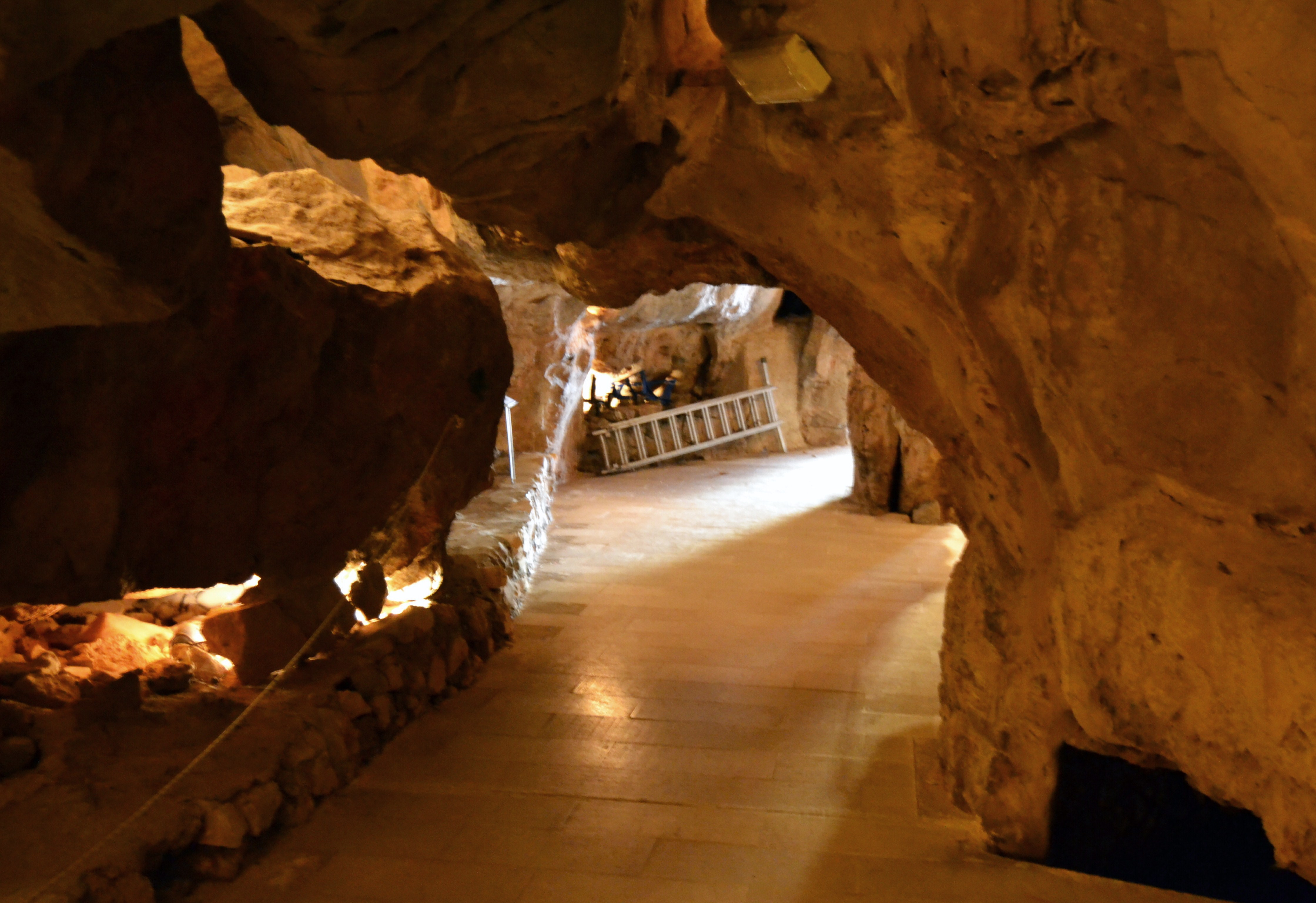
L'entrée de la grotte.

L'embouchure d'entrée est aménagée en jetée (pour les visites touristiques de la zone urbanisée). De la jetée, il se jette dans la Salle des Chauves-souris (Sala de los Murciélago ou Sala de les Rates Penades), qui cède la place à la Boca del Forn (un ancien siphon artificiellement élargi). En le dépassant, la galerie accède à un nouveau passage étroit : la Galeria de los sifones (un ancien siphon inondé qui constituait l'extrémité pénétrable de la cavité jusqu'à son urbanisation ). Derrière et parallèlement se trouve une zone sèche (Galeria Seca), au bout de laquelle et rejoignant la galerie inondée, se termine la route touristique. 
À ce stade, la galerie continue et un nouveau siphon dynamité apparaît, qui cède la place à la salle appelée Ensorrada, et plus tard à la galerie Fang. Enfin, et après avoir franchi plusieurs siphons, on accède à une large galerie obstruée à son extrémité par de gros blocs, avec possibilité de passage entre eux. 

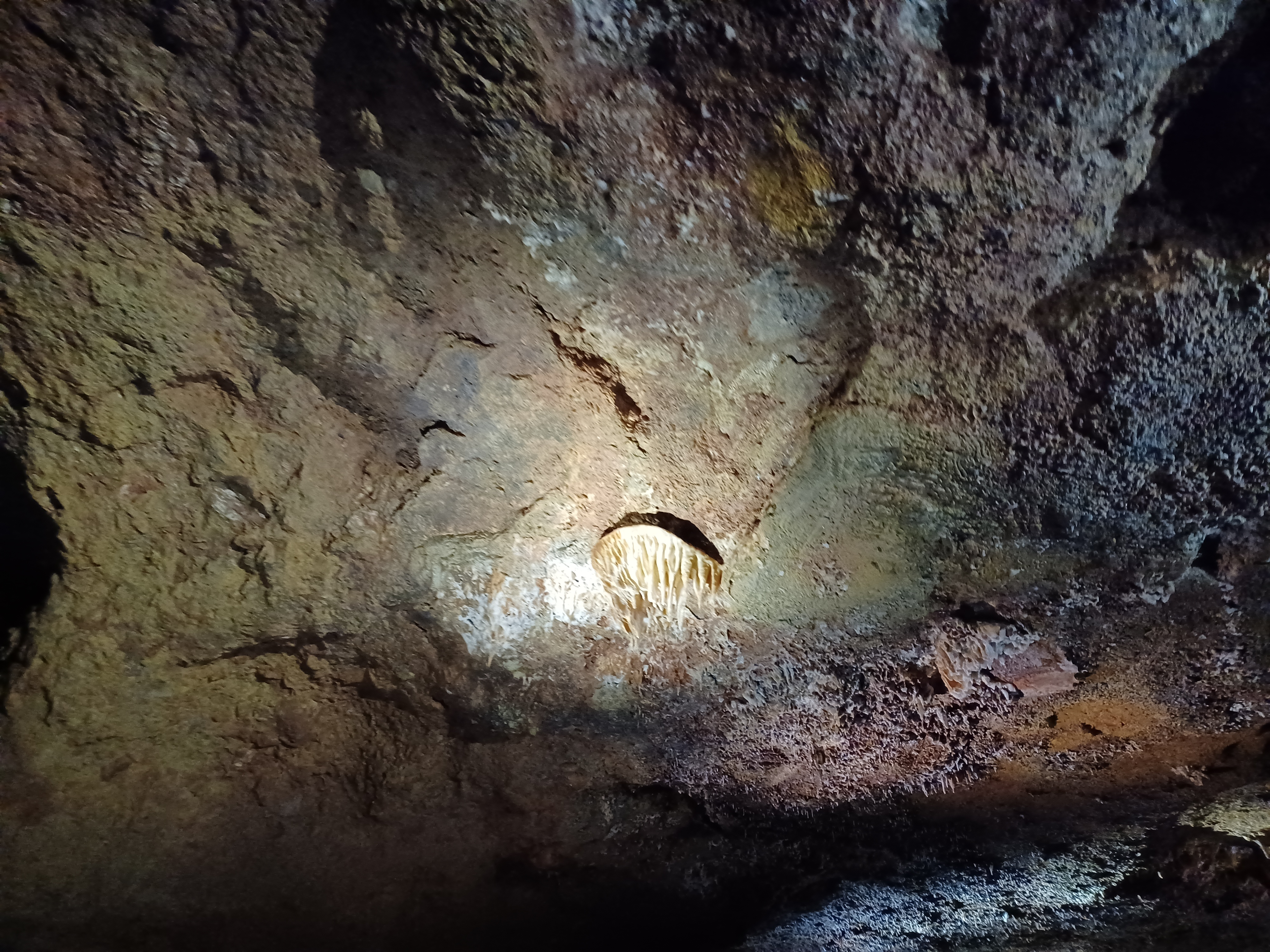
La Medusa.

- Salle des chauves-souris : C'est la première des grandes salles et doit son nom au grand nombre de chauves-souris qui étaient autrefois hébergées dans cette cavité. Dans cette salle, se détache la voûte, avec ses innombrables formes sculptées par l'eau au cours de millions d'années.
- Lac de Diane : En sortant de la Salle des chauves-souris et par la promenade des amoureux, vous atteignez le Llac de Diane, profond de 5 m, caractérisé par des zones vertes de bryophyta qui pousse dans cet environnement sombre (éclairage artificiel).
- Galerie des siphons : Longue de 60 m, elle est le tunnel artificiel le plus long du parcours, où vivent de minuscules crustacés qui ne vivent que dans ce type d'espaces naturels.
- Zone sèche : Depuis une deuxième jetée commence la visite de lcelle-ci, où - dans la roche - et à travers les lumières et les ombres, se détachent des formations particulières comme la Cascada de la Flor.
- La Cathédrale : Ainsi appelée en raison de la grande hauteur de sa voûte (12 m, et des stalactites qui pendent comme la Medusa dans toute la pièce.

## Galerie

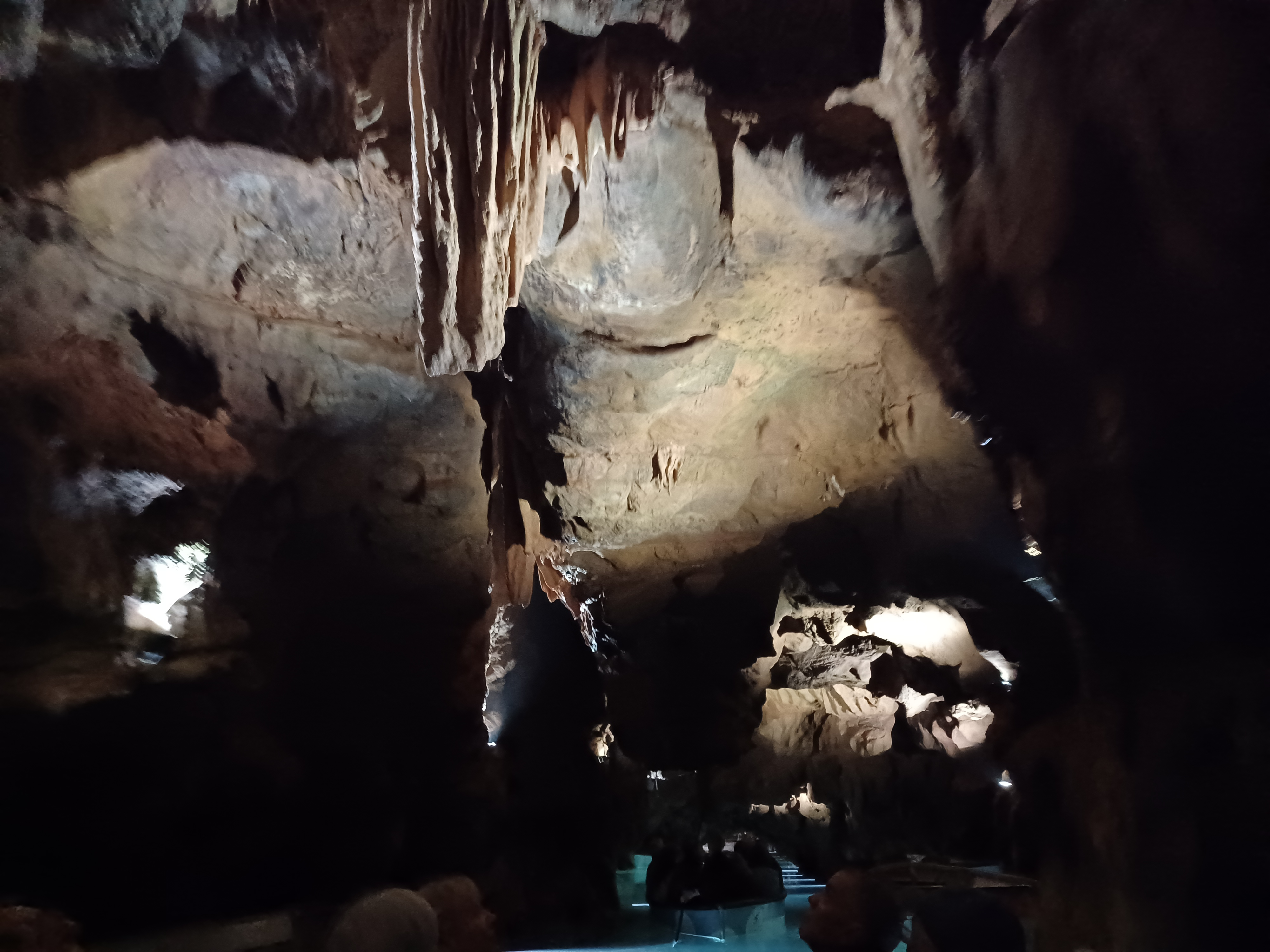
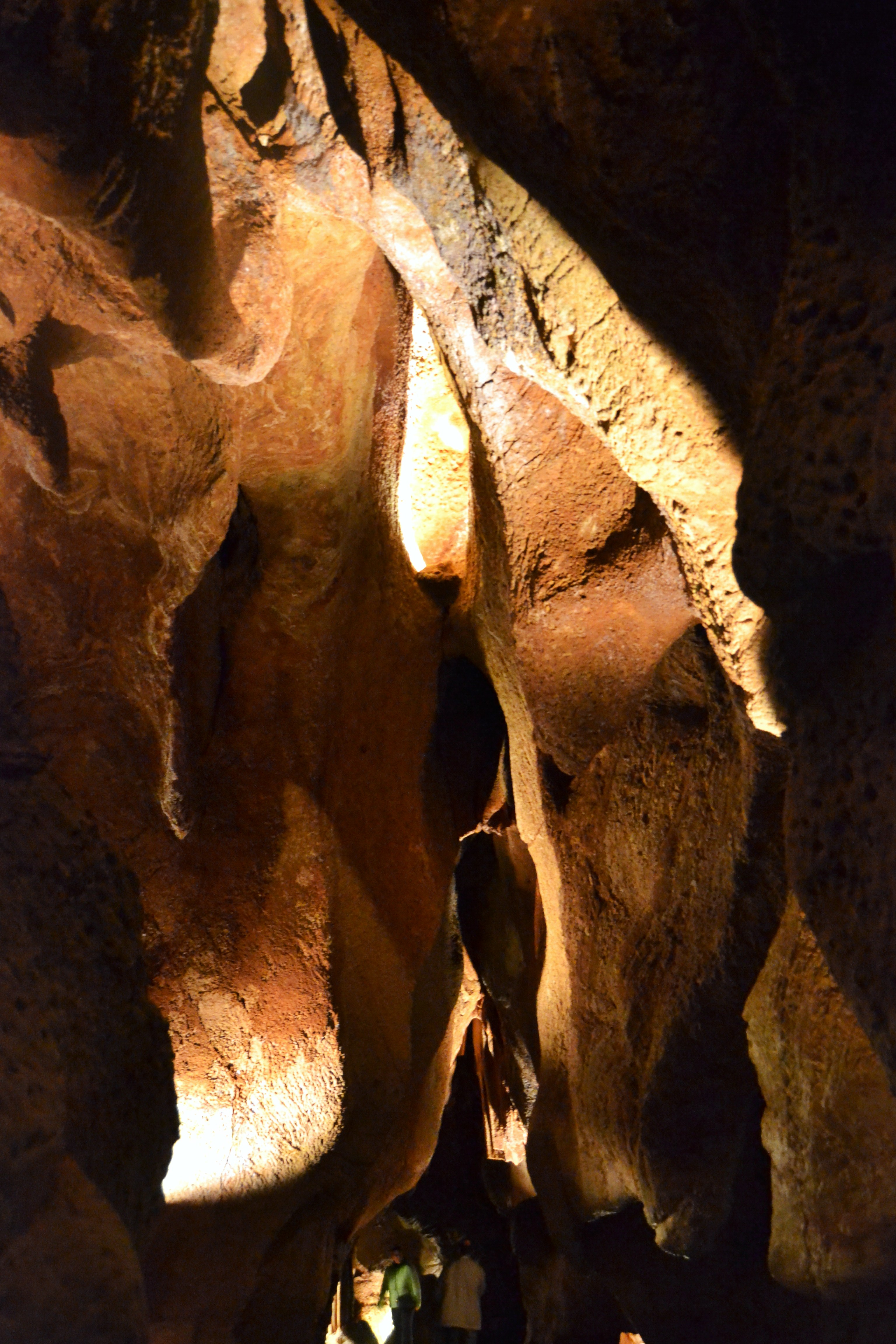
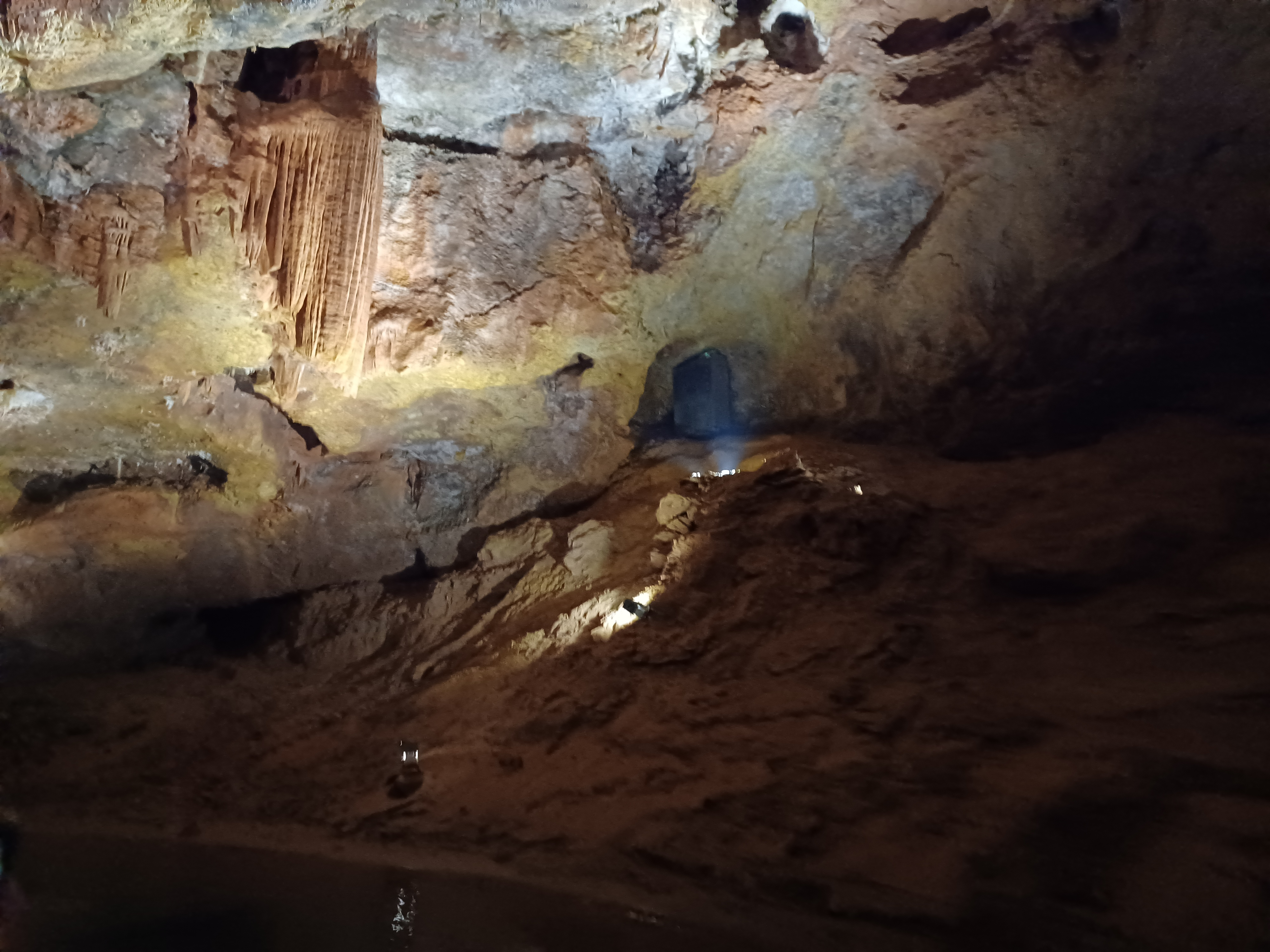
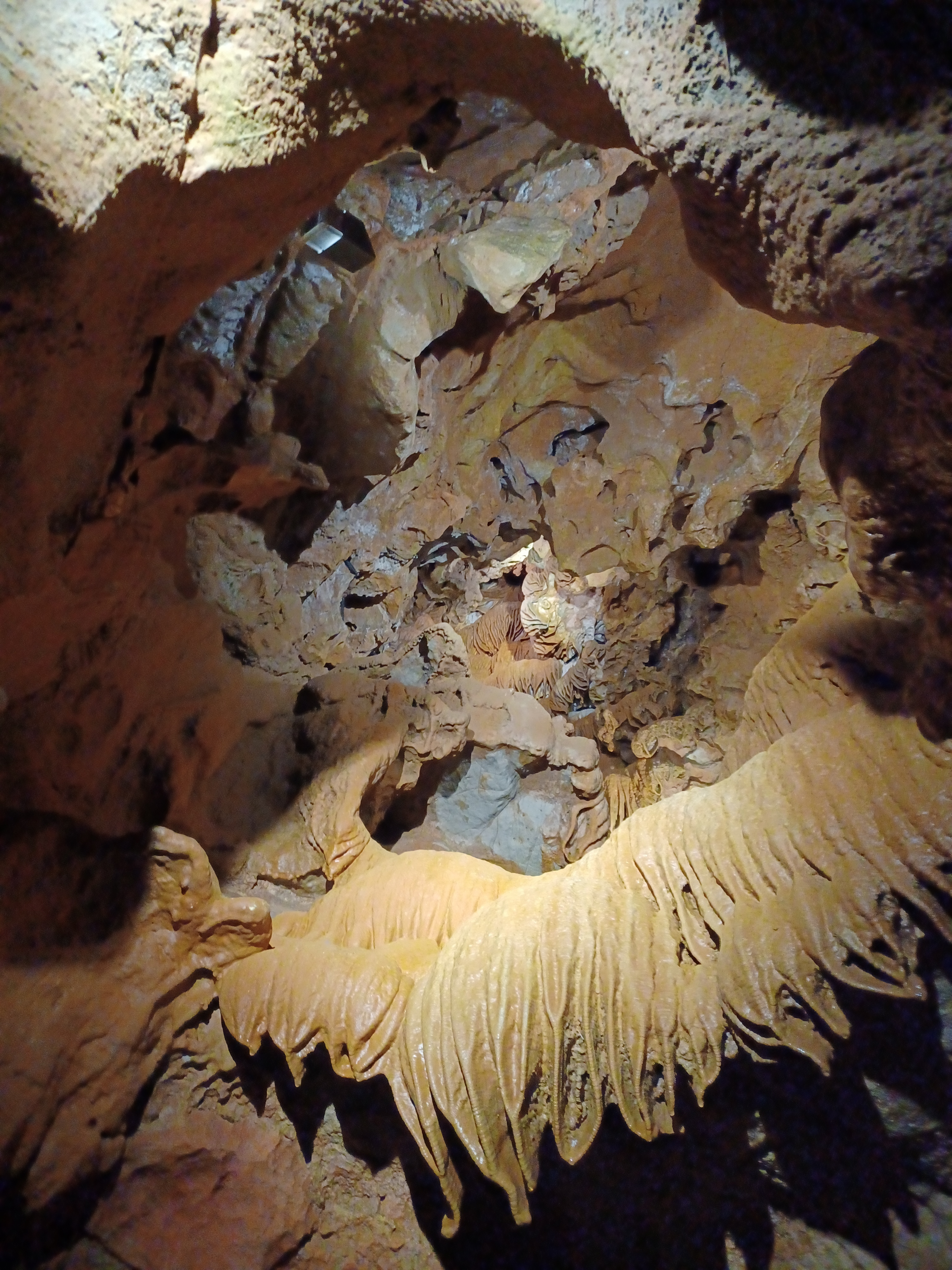